# Północny Reykjavík
Północny Reykjavík (isl. Reykjavíkurkjördæmi norður) – jest jednym z sześciu okręgów wyborczych Islandii.  Posiada 11 mandatów w Althing, z czego dwa wyrównawcze. Okręg wyborczy został utworzony w 2000 r. w oparciu o nową strukturę okręgów wyborczych poprzez podzielenie okręgu wyborczego Reykjavík. Pierwsze wybory odbyły się w nowej strukturze okręgów wyborczych w wyborach parlamentarnych w 2003 roku.

## System wyborczy
Okreg Północny Reykjavík wybiera obecnie dziewięciu spośród 63 członków parlamentu Islandii przy użyciu systemu wyborczego proporcjonalnej reprezentacji z otwartymi listami partyjnymi. Mandaty okręgowe są rozdzielane metodą D’Hondta. Mandaty kompensacyjne (wyrównawcze) są obliczane na podstawie głosów oddanych w skali kraju i są rozdzielane metodą D’Hondta na poziomie okręgów wyborczych. Tylko partie, które osiągną 5% próg wyborczy w skali kraju, konkurują o mandaty kompensacyjne.

## Statystyki wyborcze
| Wybory                                                                           | Liczba wyborców na liście | Zmiana      | Oddane głosy | Frekwencja wyborcza | Głosowanie uzupełniające | Głosowanie uzupełniające | Mandaty | Wyborcy na mandat parlamentarny | Waga[1] |
| Wybory                                                                           | Liczba wyborców na liście | Zmiana      | Oddane głosy | Frekwencja wyborcza | Ilość głosów             | Udział procentowy        | Mandaty | Wyborcy na mandat parlamentarny | Waga[1] |
| -------------------------------------------------------------------------------- | ------------------------- | ----------- | ------------ | ------------------- | ------------------------ | ------------------------ | ------- | ------------------------------- | ------- |
| 2003                                                                             | 42 812                    | nie dotyczy | 36 615       | 85,5%               | 3 971                    | 10,8%                    | 11      | 3 892                           | 86%     |
| 2007                                                                             | 43 756                    | 944         | 35 625       | 81,4%               | 4 942                    | 13,9%                    | 11      | 3 978                           | 88%     |
| 2009                                                                             | 43.767                    | 11          | 36 440       | 83,3%               | 4 938                    | 13,6%                    | 11      | 3 979                           | 91%     |
| 2013                                                                             | 45 523                    | 1 756       | 35 969       | 79,0%               | 6.424                    | 17,9%                    | 11      | 4 138                           | 91%     |
| 2016                                                                             | 46 051                    | 528         | 35 864       | 77,9%               | 5 807                    | 16,2%                    | 11      | 4.186                           | 93%     |
| 2017                                                                             | 46 073                    | 22          | 36 744       | 79,8%               | 6 473                    | 17,6%                    | 11      | 4 188                           | 94%     |
| 2021                                                                             | 45 368                    | 705         | 35 728       | 78,8%               | 8 319                    | 23,3%                    | 11      | 4 124                           | 98%     |
| 2024                                                                             | 47 486                    | 2 118       | 37 500       | 79,0%               | -                        | -                        | 11      | 4 317                           | 99%     |
| [1] Waga głosów w tym okręgu wyborczym w porównaniu z wagą głosów w skali kraju. |                           |             |              |                     |                          |                          |         |                                 |         |
| Źródło: Urząd Statystyczny Islandii                                              |                           |             |              |                     |                          |                          |         |                                 |         |